# Industria Malagueña
Die Industria Malagueña S.A. war ein 1846 gegründetes spanisches Textilunternehmen mit Sitz in Málaga. Es war die erste Fabrik der andalusischen Textilindustrie.

## Geschichte
Industria Malagueña wurde 1846 von den Industriellen Pablo und Martín Larios y Herreros de Tejada (1798–1873) sowie Manuel Agustín Heredia in Málaga gegründet. Beide Familien waren aus Logroño nach Málaga zugewandert, die beiden letzteren waren bereits Partner bei der Eisenhütte La Constancia. Am 23. April 1847 ging das Unternehmen mit 60 Aktien zu 4.000 Duros an die Börse. Da Heredia kurz nach der Gründung verstorben war, zogen sich seine Erben aus dem Unternehmen zurück, so dass Martín Larios zum Leiter wurde. Die Fabrik im Viertel Huelin, direkt hinter Heredias Eisenhütte gelegen, war spezialisiert auf die Herstellung von Garnen und Geweben aus Baumwolle, Leinen und Hanf.
Industria Malagueña wurde nach englischem Vorbild erbaut, damals führend in der Textilindustrie: mit Dampfmaschinen, 450 mechanischen Webstühlen, Kardier- und Spinnmaschinen, verteilt über drei Gebäude. Larios baute zudem Lagerhallen und Arbeiterwohnhäuser in der Nähe der Betriebsstätten. 1850 verarbeitete die Fabrik mit 900 Angestellten 690 Tonnen Rohbaumwolle. Obwohl alle Rohstoffe aus dem Ausland importiert wurden, war das Unternehmen dank moderner Anlagen sehr erfolgreich und machte Málaga damit in den 1860er Jahren nach Barcelona zur zweitgrößten Baumwollstadt Spaniens. 1862 betrieb La Industria Malagueña 774 Webstühle, verarbeitete 1.085 Tonnen Rohbaumwolle und beschäftigte 2.000 Arbeiterinnen und Arbeiter.
Der Erfolg führte 1856 zur Eröffnung der zweiten Fabrik La Aurora durch Carlos Larios, Neffe von Martín Larios, die ebenfalls Stoffe aus Baumwolle und zu einem kleineren Teil auch Leinen und Hanf in Málaga herstellte. Wie die Industria Malagueña war sie modern ausgestattet und verfügte bereits 1862 über 350 Webstühle und zwei Dampfmaschinen.  Rund 2000 Arbeiterinnen und Arbeiter waren in La Aurora beschäftigt.  
Wiederholt streikten die Arbeiterinnen und Arbeiter für höhere Löhne, so etwa 1868, 1890 und 1894. 1885 führte Larios den modernen Jacquardwebstuhl für gemusterte Gewebe ein.
Ab den 1890er Jahren ging die Produktion beider Fabriken kontinuierlich zurück, nur während des Ersten Weltkriegs erlebte die Produktion noch einmal einen Aufschwung. Aufgrund der anhaltenden Wirtschafts- und Agrarkrise und die steigende Konkurrenz aus Katalonien beschloss die Familie Larios La Aurora 1905 zu schließen.  
Im Oktober 1970 beendete auch die Industria Malagueña ihre Produktion. Die Gebäude wurden noch bis 1985 genutzt, ehe an ihrer Stelle ein Einkaufszentrum gebaut wurde.